# Zbrojownia Terezjańska

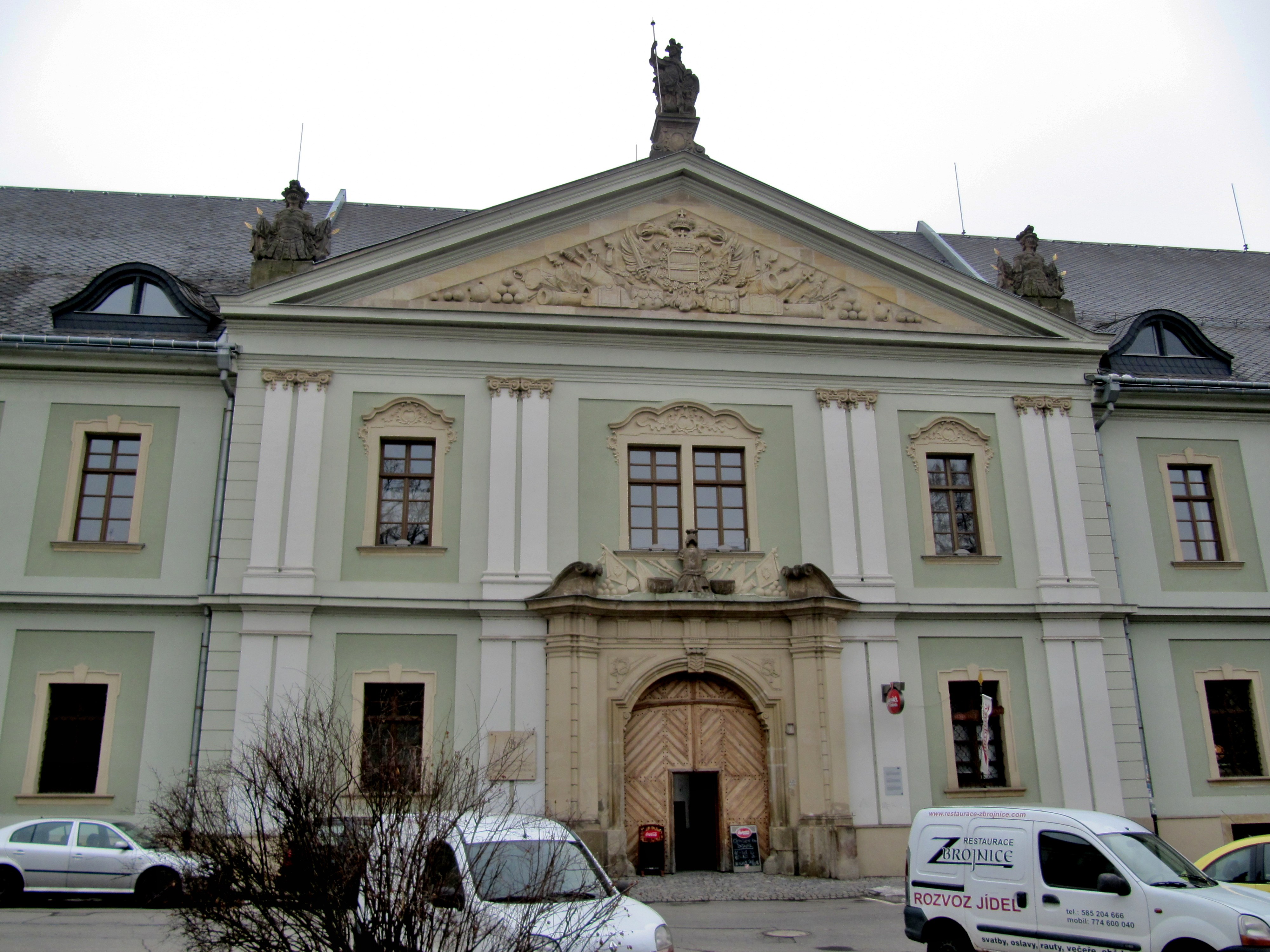
Zbrojownia od frontu

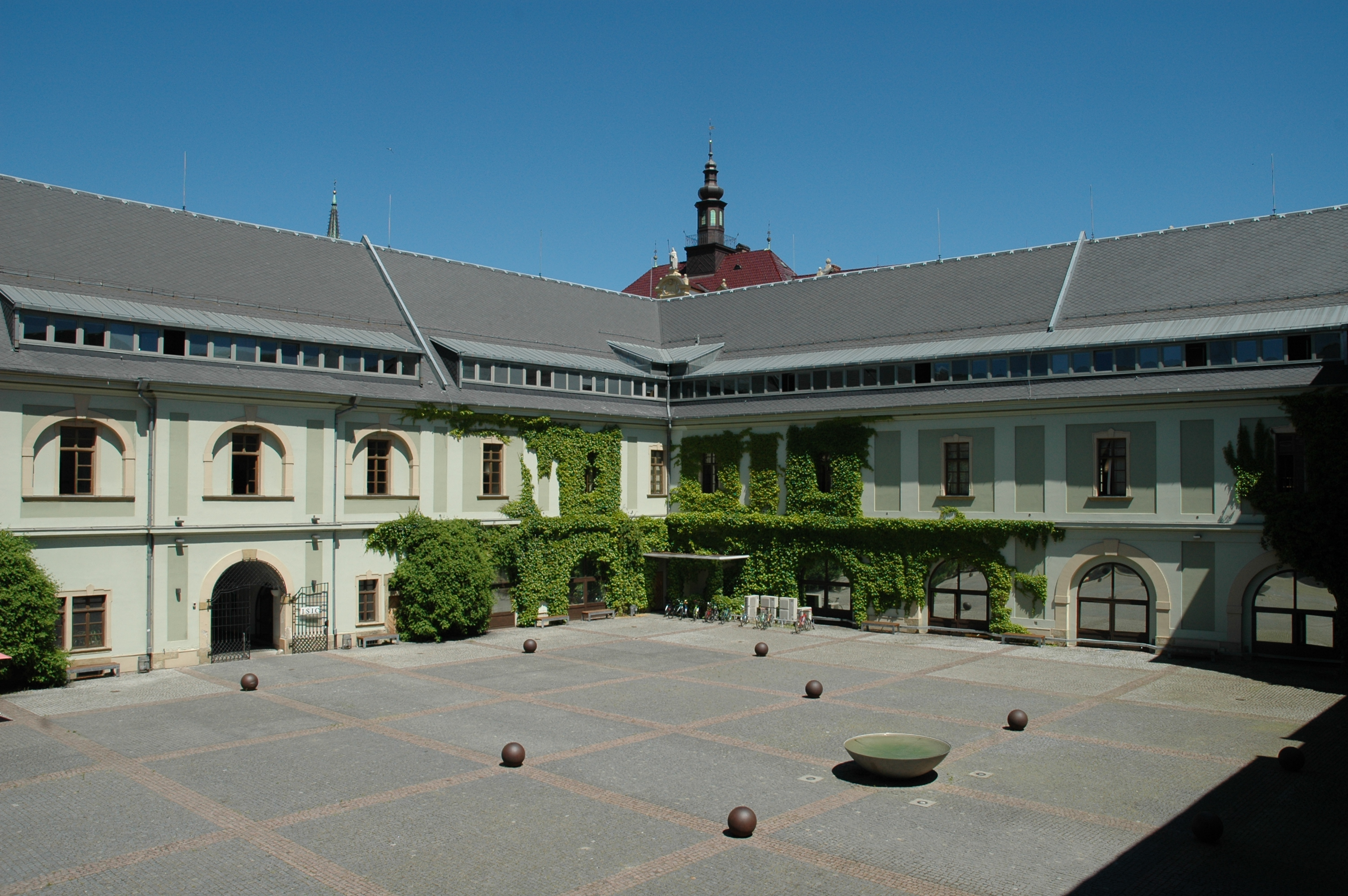
Dziedziniec zbrojowni

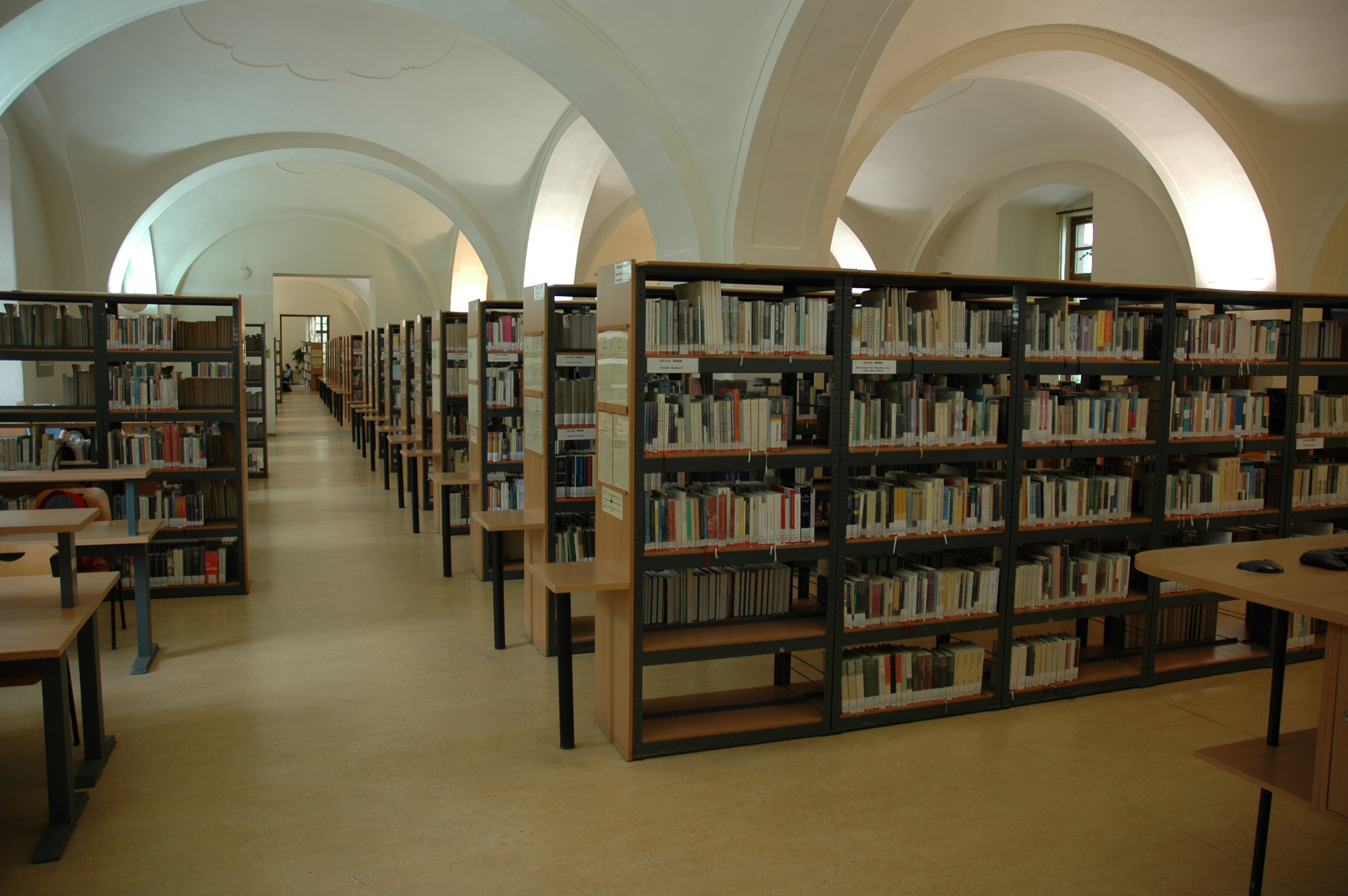
Wnętrze biblioteki

Zbrojownia Terezjańska (też: Arsenał Terezjański; cz. Tereziánská zbrojnice) – duża, czteroskrzydłowa, barokowo-klasycystyczna budowla we wschodniej części starego miasta w Ołomuńcu w Czechach. Adres: Biskupské námĕstí 842/1.
Budowla powstała na terenie po zburzonych domach należących do wikariuszy ołomunieckiej katedry oraz po dawnej szkole jazdy Państwowej Akademii Wojennej. Ponadto budynek powstał w bezpośrednim sąsiedztwie nieistniejącego już wówczas kościoła św. Piotra, który był pierwszym kościołem biskupów ołomunieckich po ustanowieniu tutejszego biskupstwa w 1063 r. Budowę, rozpoczętą w 1768 r., skończono trzy lata później, w roku 1771. Obiekt mieścił główną zbrojownię twierdzy ołomunieckiej, zwłaszcza arsenał artyleryjski. W 1790 r. na terenie zbrojowni, w tym w ośmiu dużych salach na pierwszym piętrze, składowano czterdzieści armat i broń dla sześciu tysięcy ludzi. W następnych latach budynek był jeszcze przebudowywany.
Zbrojownia jest budowlą czteroskrzydłową. Dwukondygnacyjne skrzydła, nakryte dwuspadowymi dachami i zawierające znaczną ilość sklepionych pomieszczeń, tworzą czworobok zamknięty wokół rozległego, kwadratowego, brukowanego dziedzińca. Artyleryjskie przeznaczenie obiektu zdradza szereg szerokich wrót wychodzących na dziedziniec.
Budowla wykazuje już cechy klasycystyczne, jednak jeszcze z licznymi elementami późnobarokowymi i rokokowymi. Fasadę wieńczy tympanon ozdobiony trofeami wojskowymi, nawiązujący do funkcji budowli. Na szczycie tympanonu znajduje się posąg Marsa w zbroi. Obiekt jest typowym przykładem terezjańskiej architektury militarnej.
Budynek służył celom wojskowym do 1989 roku - po II wojnie światowej mieściły się w nim koszary. W latach dziewięćdziesiątych XX wieku zbrojownia została przebudowana i – w duchu idei Komenskiego, by ...zamieniać zbrojownie w biblioteki – przystosowana do użytku miejscowego Uniwersytetu Palackiego. Mieści się tu m.in. Centrum Informacyjne uniwersytetu, Ośrodek Komputerowy, Centrum Kariery, Wydawnictwo Uniwersytetu Palackiego, Archiwum i oczywiście Biblioteka Uniwersytecka. Na parterze skrzydła północnego znajduje się kawiarnia „Coffee Library”.
Jedynie wąska ul. Wurmova oddziela budynek zbrojowni od pałacu arcybiskupów Ołomuńca. Według miejscowej tradycji zbrojownię zbudowano na polecenie Marii Teresy naprzeciwko głównego wejścia do ówczesnej rezydencji biskupiej (od 1777 arcybiskupiej), aby uniemożliwić biskupowi Maksymilianowi Hamiltonowi, który nie był w łaskach u królowej, reprezentacyjny wyjazd z jego siedziby. Po wzniesieniu arsenału ołomunieccy arcybiskupi przez długi czas żądali jego wyburzenia, ale zawsze bezskutecznie.